# Читенанго (Њујорк)
Читенанго (енгл. Chittenango) град је у америчкој савезној држави Њујорк.

## Демографија
По попису из 2010. године број становника је 5.081, што је 226 (4,7%) становника више него 2000. године.
| Група             | 2000.         | 2010.         |
| Белци             | 4.734 (97,5%) | 4.819 (94,8%) |
| Афроамериканци    | 22 (0,5%)     | 54 (1,1%)     |
| Азијати           | 15 (0,3%)     | 23 (0,5%)     |
| Хиспаноамериканци | 36 (0,7%)     | 89 (1,8%)     |
| Укупно            | 4.855         | 5.081         |